# Busunglück bei Tai Po

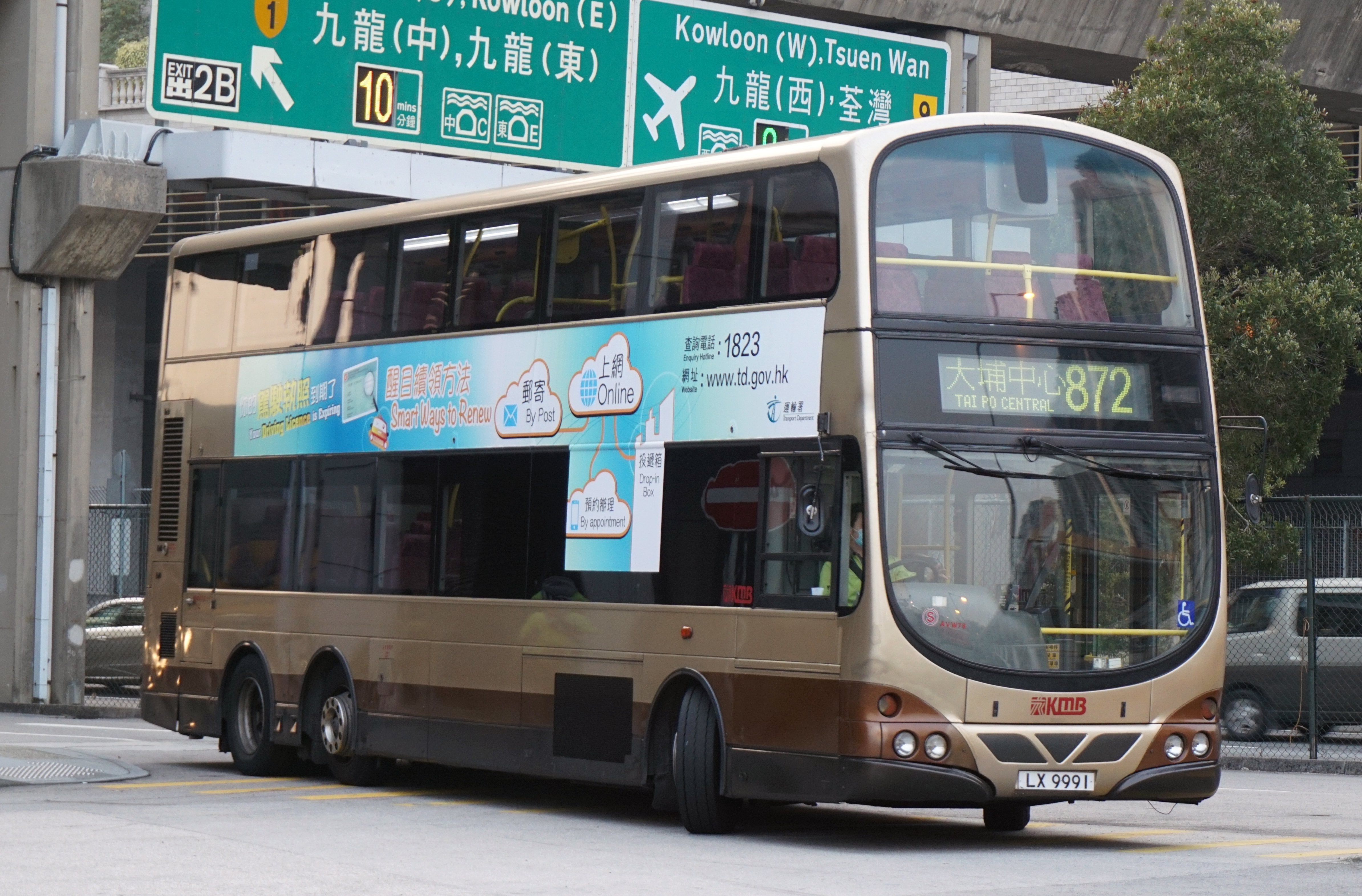
Verunglücktes Fahrzeug etwa 30 Minuten vor dem Unfall

Beim Busunglück bei Tai Po (chinesisch 大埔公路雙層公共汽車翻側事故 / 大埔公路双层公共汽车侧翻事故, auch 大埔公路雙層巴士翻側事故 / 大埔公路双层巴士侧翻事故)  a in den New Territories in Hongkong kamen am Abend des 10. Februar 2018 19 Menschen ums Leben. Damit war es für Hongkong der Verkehrsunfall mit den meisten Opfern seit 2003.

## Unfallhergang

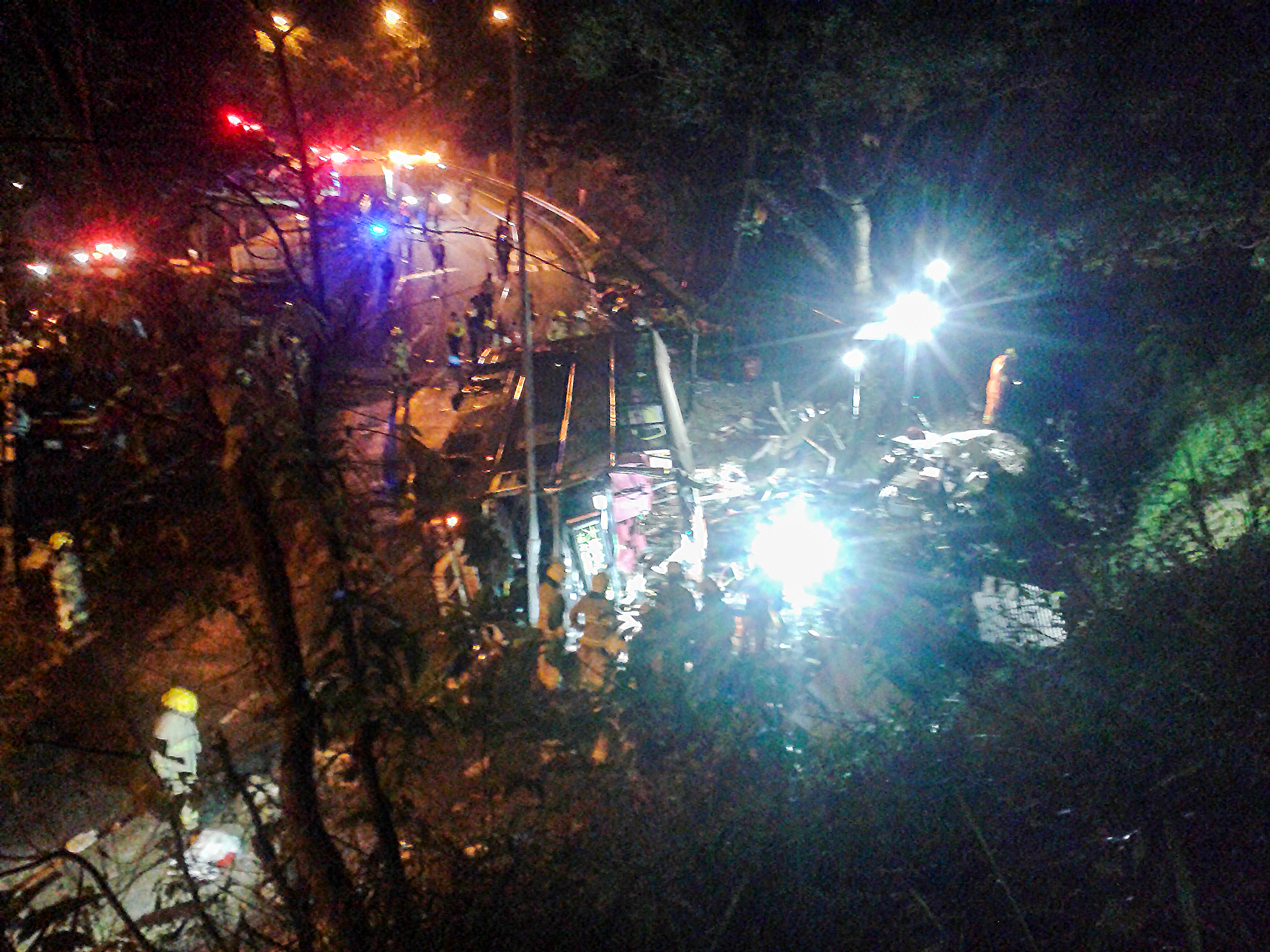
Unglücksstelle am Abend des 18. Feb. 2018

Der Unfall ereignete sich auf der von Kowloon Motor Bus betriebenen Sonderlinie 872, die an Renntagen von der Pferderennbahn Sha Tin Racecourse im Distrikt Sha Tin nach Tai Po New Town im Distrikt Tai Po führt. Das Unfallfahrzeug war ein Doppeldeckerbus vom Typ Volvo Super Olympian mit Wrightbus-Karosserie mit dem amtlichen Kennzeichen LX9991. Am 10. Februar 2018 gegen 18:13 Uhr Ortszeit (HKT) fiel der vollbesetzte Bus in einer Kurve nahe dem Hakka-Dorf Tai Po Mei (大埔尾村, englisch Tai Po Mei Village)  b auf die Seite und prallte gegen einer Straßenlaterne. Anschließend zerstörte der Bus die Haltestelle Tai Po Mei (大埔尾站)  c und kam danach zum Stehen. Dabei starben 18 Insassen noch vor Ort, 65 Personen wurden verletzt. Die Rettungskräfte waren mehrere Stunden mit der Bergung der Passagiere und des Fahrzeugs beschäftigt. Die Tai Po Road (大埔公路)  d war während dieser Zeit gesperrt. Die insgesamt 19 Todesopfer waren zwischen 37 und 78 Jahre alt. Davon waren die meisten Männer im Alter zwischen fünfzig und siebzig Jahren.
Überlebende Fahrgäste berichteten, dass der Busfahrer mit deutlich überhöhter Geschwindigkeit auf der kurvenreichen Tai Po Road, Abschnitt Tai Po Kau (大埔滘段)  e unterwegs war. Es hatte offenbar Beschwerden über die Verspätung des Busses von 10 Minuten gegeben.
Der zur Unfallzeit 30-jährige Busfahrer Chan wurde vor Ort festgenommen. Er war seit 2014 als Teilzeit-Fahrer bei Kowloon Motor Bus beschäftigt und mit dieser Linie vertraut. Er war vorher einmal vom Gericht wegen „leichtsinnigem Fahrens“ – englisch careless driving – verurteilt. Am Unfalltag sollte er eine Schicht von vier Stunden fahren. Bereits im Alter von 12 Jahren sei nach Angaben seines Rechtsanwalts bei ihm das Asperger-Syndrom diagnostiziert worden.

## Folgen
Teilweise arbeiteten die Busfahrer in Hongkong bis zu 60 Stunden pro Woche. Politiker und Fahrerverbände forderten eine stärkere Regulierung und Kontrolle der Lenk- und Ruhezeiten sowie eine Beschränkung der täglichen Arbeitszeit auf maximal 14 Stunden, davon höchstens 11 Stunden Lenkzeit. Auch eine stärkere gesundheitliche Eignungsprüfung der Busfahrer wurde gefordert. Hongkongs Regierungschefin Carrie Lam setzte eine unabhängige Kommission ein, die unter Vorsitz eines Richters den Unfall untersuchen und Maßnahmen zur Verbesserung der Verkehrssicherheit in Hongkong erarbeiten sollte.
Das Busunternehmen sicherte den Hinterbliebenen und Überlebenden jeweils eine Summe von 80.000 HKD zu und wollte bei der Durchsetzung von Versicherungsansprüchen behilflich sein.
Am 7. Juli 2020 wurde der Fahrer vom High Court  f wegen je 19 Fällen fahrlässiger Tötung (Manslaughter; Cap. 212 Offences against the Person Ordinance, section 7) und gefährlichen Fahrens mit Todesfolge (Causing death by dangerous driving; Cap. 374 Road Traffic Ordinance, section 36) zu 14 Jahren Haft verurteilt; ein lebenslanger Entzug der Fahrerlaubnis wurde ebenfalls angeordnet. Er hatte sich zuvor schuldig bekannt. (Rechtssache: High Court Criminal Case HCCC 324/2019)
Fußnote